# Scotozous dormeri
Scotozous dormeri (Dobson, 1875) è un pipistrello della famiglia dei Vespertilionidi, unica specie del genere Scotozous (Dobson, 1875), diffuso nel Subcontinente indiano.

## Descrizione

### Dimensioni
Pipistrello di piccole dimensioni, con la lunghezza della testa e del corpo tra 39 e 55 mm, la lunghezza dell'avambraccio tra 27 e 41 mm, la lunghezza della coda tra 27 e 41 mm, la lunghezza del piede tra 5 e 8 mm e la lunghezza delle orecchie tra 10 e 18 mm.

### Caratteristiche craniche e dentarie
Il cranio è appiattito dorsalmente, con le ossa pre-mascellari proporzionalmente più corte, dovute alla riduzione dei denti superiori. L'incisivo superiore esterno è ben sviluppato, appuntito e rivolto in avanti. I denti masticatori sono di proporzioni normali mentre i canini superiori sono privi della cuspide supplementare.
Sono caratterizzati dalla seguente formula dentaria:

### Aspetto
Le parti dorsali sono marroni con la punta dei peli color cenere, mentre le parti inferiori sono biancastre, con la base dei peli marrone scura. Il muso è marrone, largo, con due masse ghiandolari sui lati ben sviluppate. Le narici si aprono lateralmente, separate da una stretta cresta verticale che si estende fino alle labbra. Le orecchie sono marroni, moderatamente corte, triangolari e con l'estremità arrotondata. Il trago ha i bordi paralleli, l'estremità piegata in avanti e un lobo alla base posteriore. Le ali sono marroni. Il pollice è fornito di un artiglio ricurvo e robusto. I piedi sono grandi. L'estremità della lunga coda si estende leggermente oltre l'ampio uropatagio. Il calcar presenta un lobo distinto e triangolare.

## Biologia

### Comportamento
Si rifugia nei crepacci, in vecchi templi, edifici disabitati, tombe e in cavità di grandi alberi in colonie tra 2 e 24 individui. Si leva in volo molto tardi e caccia vicino ai siti di riposo.

### Alimentazione
La sua dieta varia stagionalmente. In inverno si nutre di scarafaggi, falene, cavallette e grilli, in estate anche di termiti volanti, ortotteri, imenotteri mentre nelle stagioni monsoniche di tutte queste forme, incluse anche specie dannose all'agricoltura.

### Riproduzione
Si riproduce durante tutto l'anno.

## Distribuzione e habitat
Questa specie è diffusa nel Subcontinente indiano, nel Pakistan nord-orientale e centrale, negli stati indiani dell'Andhra Pradesh, Assam, Bihar, Goa, Gujarat, Haryana, Jammu e Kashmir, Karnataka, Kerala, Madhya Pradesh, Maharashtra, Meghalaya, Nagaland, Orissa, Punjab, Rajasthan, Tamil Nadu, Tripura, Uttarakhand, Uttar Pradesh, West Bengal, nel Bangladesh occidentale e nel Nepal sud-orientale.
Vive in zone secche e vicino alle abitazioni umane, sia rurali che urbane, fino a 2.000 metri di altitudine.

## Conservazione
La IUCN Red List, considerato il vasto areale, la tolleranza alle modifiche ambientali e la popolazione numerosa, classifica S.dormeri come specie a rischio minimo (Least Concern)).